# Tsukubamirai

Tsukubamirai (つくばみらい市 Tsukubamirai-shi?) este un municipiu din Japonia, prefectura Ibaraki.